# Judge Not
Judge Not ist die erste Single, die der jamaikanische Reggae-Musiker Bob Marley aufgenommen hat. Sie wurde unter dem Namen "Robert Marley" 1962 in Jamaika veröffentlicht.
Dieser Ska Titel dauert 2:26 Minuten. Als Besonderheit ist auf der Aufnahme eine Tin Whistle zu hören. Auf der Rückseite der Single befindet sich "Do You Still Love Me?" Obwohl Judge Not keinen großen Erfolg hatte, ließ sich Marley nicht entmutigen und hatte 1964 als Teil der Gruppe The Wailers mit Simmer Down seinen ersten Hit in Jamaika.

## Inhalt
Die fröhliche Ska-Nummer hat zum Inhalt, einen Menschen nicht zu beurteilen, ehe man sich nicht selbst beurteilt hat. Eine womöglich biblische Bezugnahme.